# Route 160 (Nouveau-Brunswick)
Pour les articles homonymes, voir Route 160.
La route 160 est une route secondaire du Nouveau-Brunswick située dans l'est de la province, entre Bathurst et Tracadie-Sheila. Cette route relie la route 11 à la route 8. Elle passe par Saint-Isidore, Saint-Sauveur et Allardville et mesure 50 km (31 mi).

## Description du tracé
La route 160 débute à la sortie 231 de la route 8 comme prolongement de la route 360. Elle traverse la petite communauté d'Allardville, où elle croise la route 134. Elle se dirige ensuite vers l'est sur 22 km (14 mi) en traversant une région plus isolée, puis elle bifurque vers le sud à Butte d'Or, avant de reprendre l'est pour 21 km (13 mi). Elle traverse ensuite Saint-Isidore en étant nommée le boulevard des Fondateurs. Plus loin, elle tourne vers le sud-est après avoir traversé le ruisseau Gaspereau et prend fin à l'intersection avec la route 150 à Losier Settlement. 

## Histoire
La route 160 fut créée en 1984 en tant que portions des routes 135 et 360.  
En 1989, un nouveau tronçon de la route 8, reliant Miramichi à Bathurst, ouvrit, contournant Allardville. La route 160 fut prolongée de 3 km (1,9 mi) vers l'ouest pour rejoindre la sortie 231 de l'actuelle route 8. 

## Intersections majeures
| Comté                 | Ville             | km    | Destinations                                              | Notes                                                          |
| --------------------- | ----------------- | ----- | --------------------------------------------------------- | -------------------------------------------------------------- |
| Gloucester            | Allardville       | 0,00  | NB-8 – Bathurst, Miramichi NB-360 ouest – Brunswick Mines | La NB-160 ouest devient la NB-360 ouest; sortie 231 de la NB-8 |
| Gloucester            | Allardville       | 3,10  | NB-134 – Bathurst, Jeanne-Mance                           |                                                                |
| Gloucester            | Butte d'Or        | 24,30 | NB-363 est – Hacheyville                                  | Terminus ouest de la NB-363                                    |
| Gloucester            | Saint-Isidore     | 38,90 | NB-365 est – Tilley Road                                  | Terminus ouest de la NB-365                                    |
| Gloucester            | Saint-Isidore     | 40,10 | NB-135 nord – Paquetville                                 | Terminus sud de la NB-135                                      |
| Gloucester            | Losier Settlement | 49,50 | NB-150 vers NB-11 – Tracadie-Sheila                       |                                                                |
| - Transition de route |                   |       |                                                           |                                                                |